# Cassia marksiana
Cassia marksiana är en ärtväxtart som först beskrevs av Jacob Whitman Bailey, och fick sitt nu gällande namn av Karel Domin. Cassia marksiana ingår i släktet Cassia och familjen ärtväxter. Inga underarter finns listade i Catalogue of Life.